# Luka Spetič
Luka Spetič, slovenski nogometaš, * 5. maj 1982, Postojna.
Spetič je profesionalni nogometaš, ki igra na položaju vezista. Od leta 2023 je član italijanskega kluba Pro Cervignano. Pred tem je igral za slovenska kluba Tabor Sežana in Primorje ter italijanske UFM Monfalcone, Tamai, Delta Porto Tolle, Kras Repen, Cjarlins Muzane in Sistiane. Skupno je v prvi slovenski ligi odigral 12 tekem, v drugi slovenski ligi pa je odigral 45 tekem in dosegel štiri gole. 